# Confiteria Batet
La Confiteria Batet és una obra de Mataró (Maresme) protegida com a Bé Cultural d'Interès Local.

## Descripció

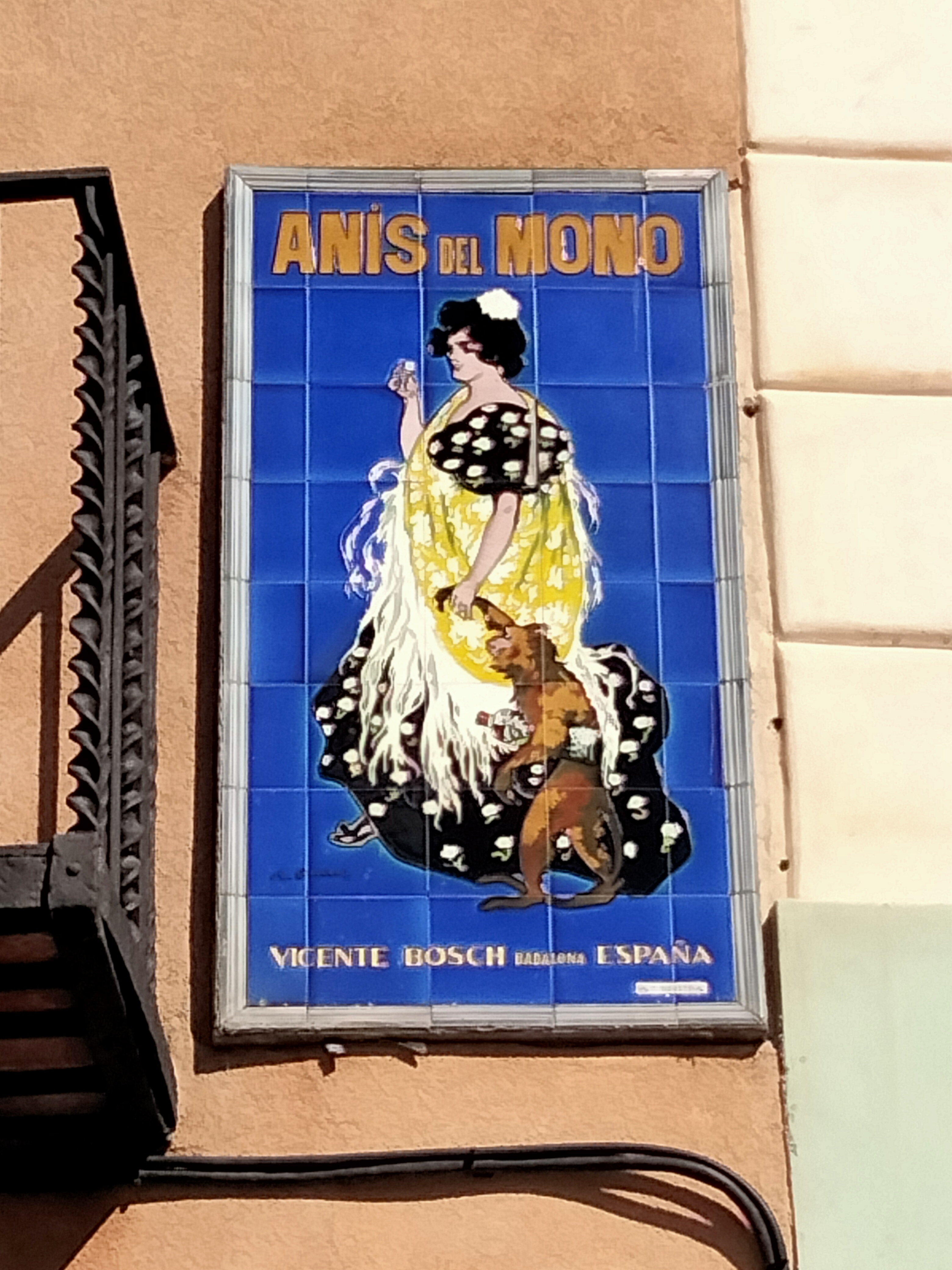
Anunci d'Anís del Mono, a la façana

Edifici de planta baixa i dues plantes. Els brancals i llindes de les obertures de les plantes pis són de pedra treballada. Un dels dos balcons del primer pis és de ferro forjat amb rajola. La façana es remata amb un ràfec d'obra de taula i rajoles escairades.
Destaca el rètol publicitari de ceràmica vidriada de la façana (Anis del Mono) i les prestatgeries, armaris i taulell de fusta i marbre, d'estil modernista, de l'interior de la botiga.